# Tropidophis
Genre
Tropidophis est un genre de serpents de la famille des Tropidophiidae. 

## Répartition
Les 32 espèces de ce genre se rencontrent en Amérique du Sud et dans les Antilles.

## Description
Ces serpents atteignent entre 30 et 60 cm selon les espèces. Ils sont en général terrestres et vivent dans de zones variées dont les forêts pluvieuses, mais aussi à proximité des zones habitées.

## Liste d'espèces
Selon The Reptile Database (3 décembre 2014) :
- Tropidophis battersbyi Laurent, 1949
- Tropidophis bucculentus (Cope, 1868)
- Tropidophis canus (Cope, 1868)
- Tropidophis caymanensis Battersby, 1938
- Tropidophis celiae Hedges, Estrada & Díaz, 1999
- Tropidophis curtus (Garman, 1887)
- Tropidophis feicki Schwartz, 1957
- Tropidophis fuscus Hedges & Garrido, 1992
- Tropidophis galacelidus Schwartz & Garrido, 1975
- Tropidophis grapiuna Curcio, Sales Nunes, Suzart Argolo, Skuk & Rodrigues, 2012
- Tropidophis greenwayi Barbour & Shreve, 1936
- Tropidophis haetianus (Cope, 1879)
- Tropidophis hardyi Schwartz & Garrido, 1975
- Tropidophis hendersoni Hedges & Garrido, 2002
- Tropidophis jamaicensis Stull, 1928
- Tropidophis maculatus (Bibron, 1840)
- Tropidophis melanurus (Schlegel, 1837)
- Tropidophis morenoi Hedges, Garrido & Díaz, 2001
- Tropidophis nigriventris Bailey, 1937
- Tropidophis pardalis (Gundlach, 1840)
- Tropidophis parkeri Grant, 1941
- Tropidophis paucisquamis (Müller, 1901)
- Tropidophis pilsbryi Bailey, 1937
- Tropidophis preciosus Curcio, Sales Nunes, Suzart Argolo, Skuk & Rodrigues, 2012
- Tropidophis schwartzi Thomas, 1963
- Tropidophis semicinctus (Gundlach & Peters, 1864)
- Tropidophis spiritus Hedges & Garrido, 1999
- Tropidophis steinleini Díaz & Cádiz, 2020
- Tropidophis stejnegeri Grant, 1940
- Tropidophis stullae Grant, 1940
- Tropidophis taczanowskyi (Steindachner, 1880)
- Tropidophis wrighti Stull, 1928
- Tropidophis xanthogaster Domínguez, Moreno & Hedges, 2006

## Publication originale
- Bibron, 1843 in Cocteau & Bibron, 1843 : Reptiles, p. 1-143 in Sagra, 1843 : Historia Física, Politica y Natural de la Isla de Cuba. Arthus Bertrand, Paris, vol. 4 (texte intégral).